# AISI 321
AISI 321 è il nome con cui si definisce la categoria di acciai inossidabili austenitici ottenuti con l'aggiunta di titanio come stabilizzante, con tenore di quest'ultimo fino al 4%. Esso è largamente impiegato nelle applicazioni dove è richiesto un intervallo di precipitazione dei carburi tra i 450 e 850 °C. Tipici utilizzi sono anelli per collettori di aerei, parti di reattori, costruzioni saldate, attrezzature per l'industria chimica e altro.
La composizione tipica (espressa in percentuali peso) mostra presenza di carbonio (0,08%), manganese (2,00%), silicio (0,75%), fosforo (0,045%), zolfo (0,03%), cromo (17-19%), nichel (9-12%) e titanio (0,7%). Il nome tecnico dato dall'ente EuroNorm (E.N.) è X6CrNiTi18-10.
La sua caratteristica fondamentale è l'alta resistenza alla corrosione intergranulare alle temperature sopraccitate. In queste temperature la famiglia di questi materiali mostra alta resistenza meccanica, resistenza alle incrostazioni e alla corrosione in ambiente acquoso. Tuttavia si deve sottolineare come sia anche soggetto alla corrosione di tipo pitting e di tipo crevice in ambienti con cloruri a caldo e rotture di sforzo corrosivo sopra i 60 °C.
Le caratteristiche fisiche principali di tale materiale sono indicativamente le seguenti: densità 8027 kg/m³, modulo di elasticità 196 GPa, modulo di Poisson 0,3, conducibilità termica 16,1 W/m/K, calore specifico a pressione costante 500 J/kg/K.